# Norges U/18-fodboldlandshold
Norges U/18-fodboldlandshold er Norges landshold for fodboldspillere, som er under 18 år. Landsholdet bliver administreret af Norges Fotballforbund.